# Isla Media Luna

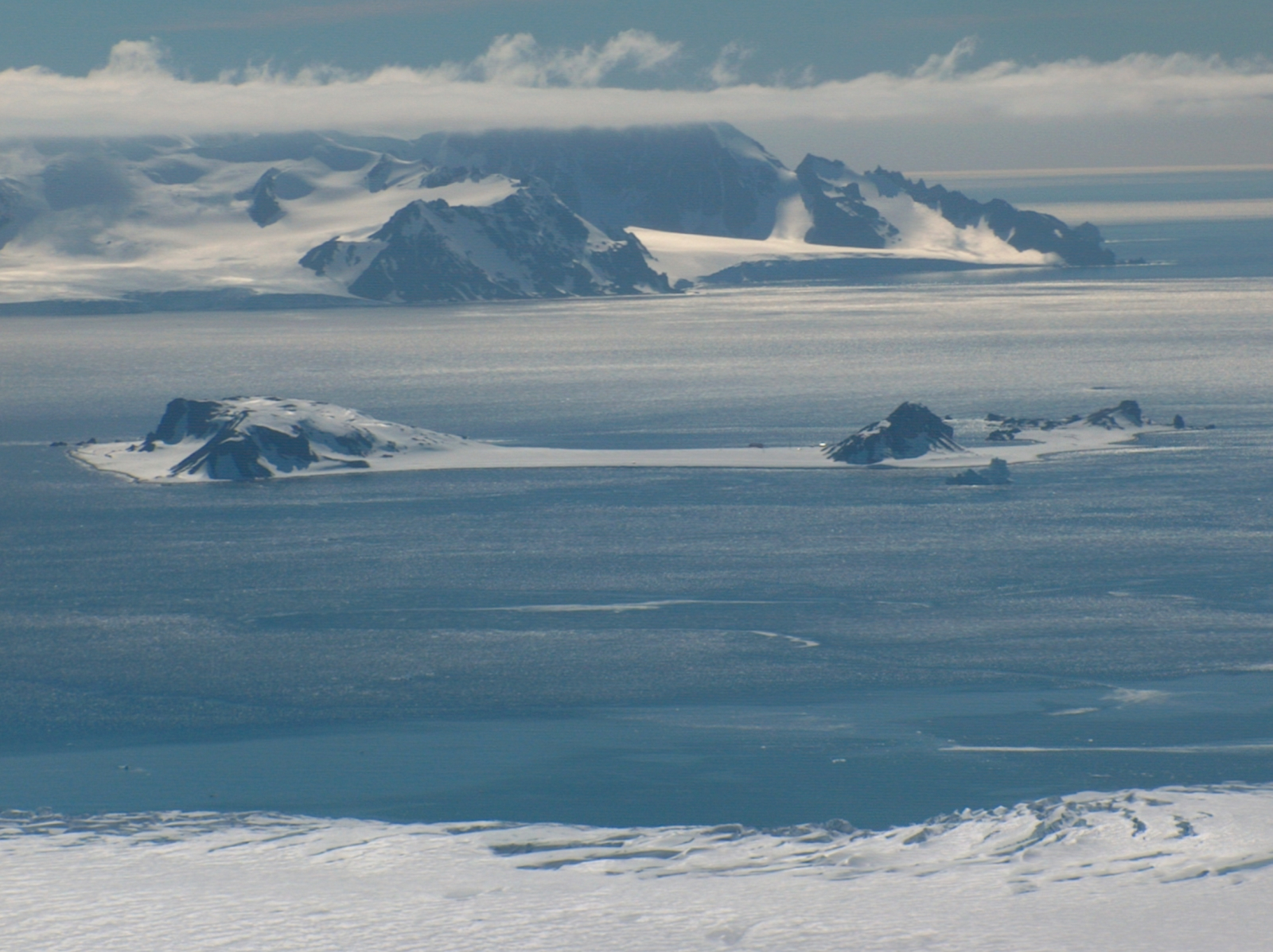
Vista de la isla Media Luna.

Mapa que muestra las elevaciones principales de la isla Media Luna.

La isla Media Luna es una isla del archipiélago de las Shetland del Sur en la Antártida. Se ubica a 62°35′44″S 59°54′12″O / -62.59556, -59.90333 en entrada de la bahía Luna en el lado este de la isla Livingston, a unos 120 km al norte de la península Antártica.
Tiene una superficie de 171 ha y mide 1 milla de largo. Su altura alcanza los 101 metros, con tres cerros.
La fauna de la isla Media Luna consiste en una colonia de pingüinos barbijos (Pygoscelis antarctica), las anidandas del gaviotín ártico (Sterna paradisaea), y a la gaviota cocinera (Larus dominicanus). Las ballenas son abundantes en sus costas.
Fue conocida por los cazadores de focas a comienzos de 1822 y apareció en la carta de la expedición Discovery II en 1935 como Half Moon Island, debido a su forma de media luna.

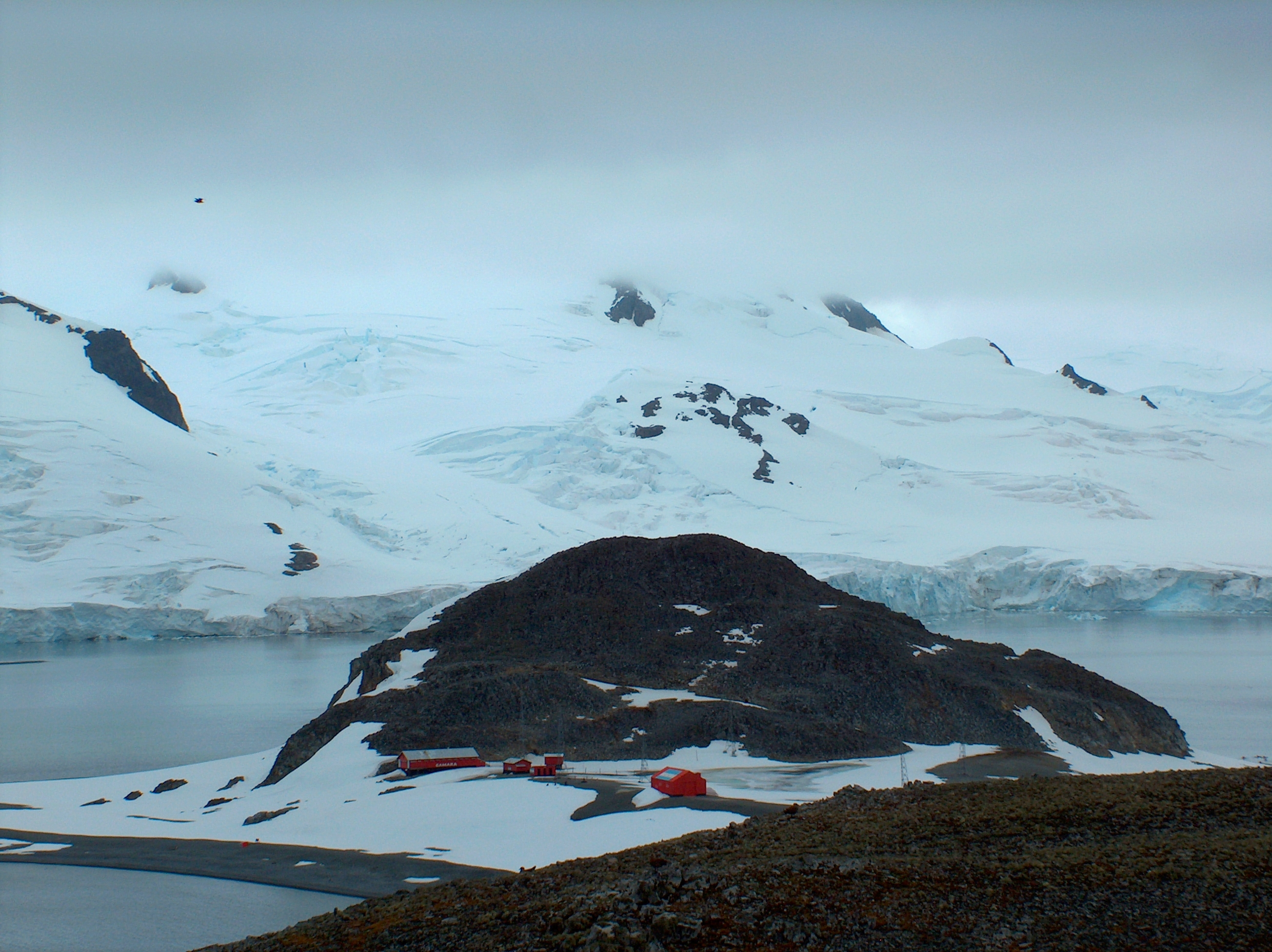
Base Cámara (2005).

Desde el 1 de abril de 1953, Argentina mantiene en la isla la Base Antártica Cámara, que dejó de ser una base permanente en la campaña antártica 1959-1960, y desde ese entonces se mantiene como una base de verano.

## Reclamos territoriales
Argentina incluye a la isla en el departamento Antártida Argentina dentro de la provincia de Tierra del Fuego, Antártida e Islas del Atlántico Sur; para Chile forma parte de la comuna Antártica de la provincia Antártica Chilena dentro de la Región de Magallanes y de la Antártica Chilena; y para el Reino Unido integra el Territorio Antártico Británico. Las tres reclamaciones están sujetas a las disposiciones del Tratado Antártico.
Nomenclatura de los países reclamantes: 
- Argentina: isla Media Luna
- Chile: isla Media Luna
- Reino Unido: Half Moon Island

## Mapa
- L.L. Ivanov y otros, Antártida: la isla Livingston y la isla Greenwich, archipiélago de las islas Shetland del Sur (desde el estrecho English al estrecho Morton, con ilustraciones y la representación de la capa de hielo), escala 1:100000, Comisión de Topónimos Antárticos de Bulgaria, Sofía, 2005. En inglés.
- L.L. Ivanov. Antarctica: Livingston Island and Greenwich, Robert, Snow and Smith Islands. Scale 1:120000 topographic map.  Troyan: Manfred Wörner Foundation, 2009.  ISBN 978-954-92032-6-4